# Leglerhütte

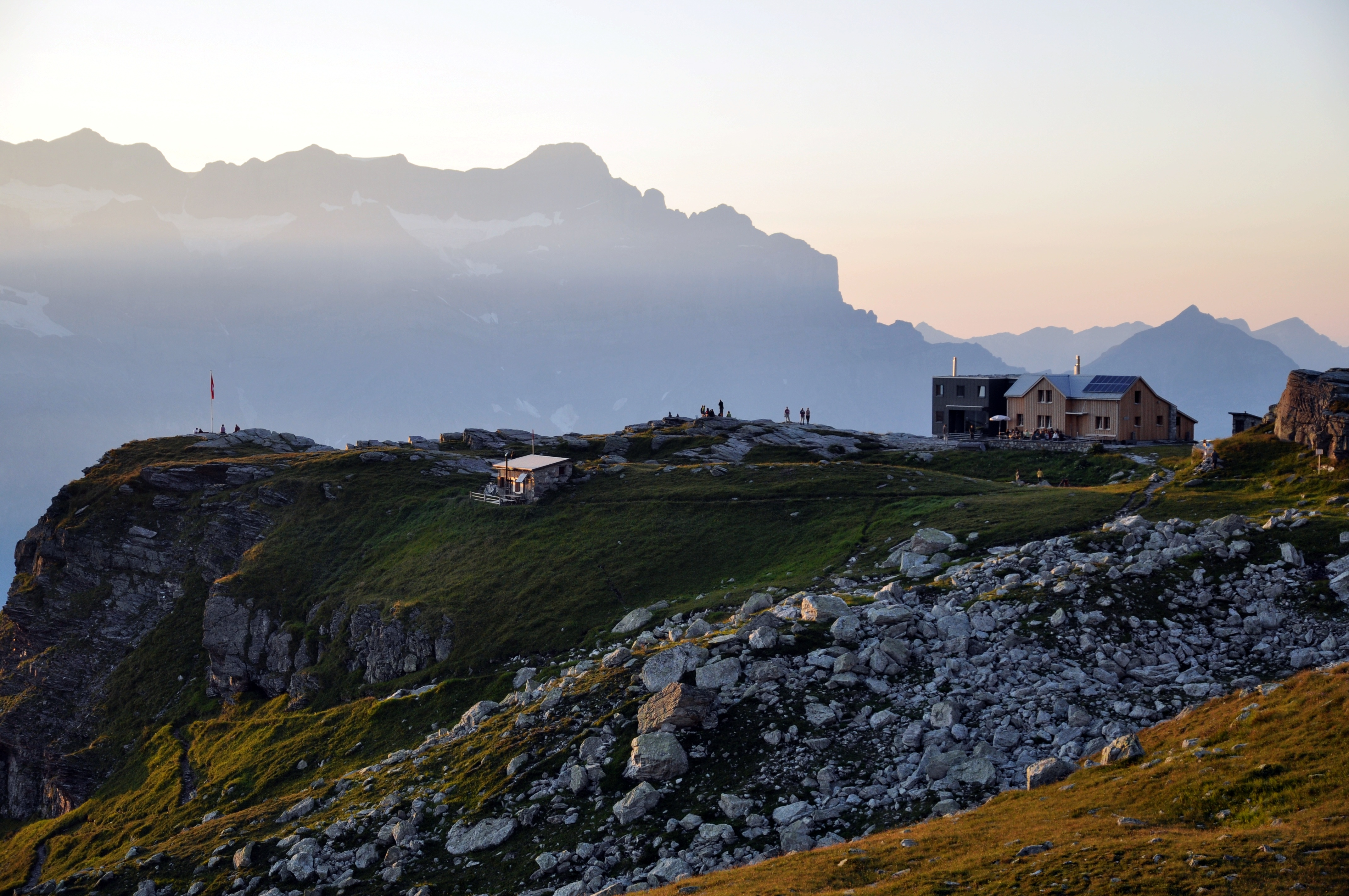
Die Leglerhütte von Süden, im Hintergrund der Glärnisch

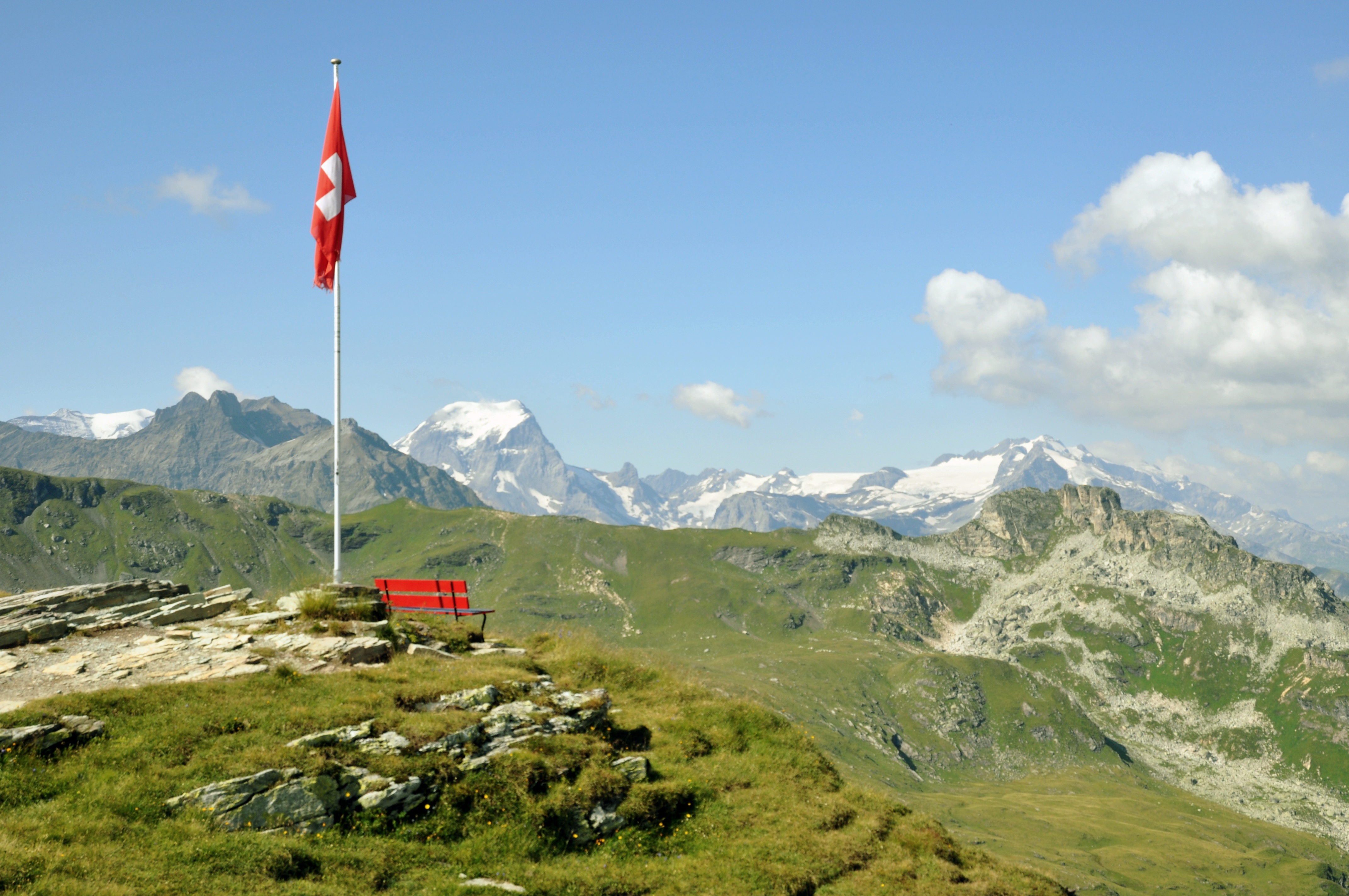
Panorama auf den Alpenhauptkamm mit Tödi, rechts der Claridenstock

Die Leglerhütte ist eine Berghütte der Sektion Tödi des Schweizer Alpen-Clubs. Sie liegt auf 2273 m ü. M. Höhe in den Glarner Alpen am Fuss des Kärpf-Massivs im Kanton Glarus. Sie ist im Sommer durchgehend, im Winter an den Wochenenden bewirtschaftet, und ist ein wichtiger Stützpunkt für Touren im Freiberg Kärpf, dem ältesten Wildschutzgebiet der Schweiz. Im Winter ist die Hütte ein hervorragender Stützpunkt für viele Skitouren.

## Geschichte
Die Leglerhütte wurde im Jahre 1901 von Hauptmann Mathias Legler gestiftet, einem Mitglied einer wohlhabenden Textilfabrikantenfamilie in Diesbach, und nach Fertigstellung 1908 der Sektion Tödi des Schweizer Alpen-Clubs geschenkt. Von anderen Hütten unterschied sich die Hütte durch die aufwändige Bauweise mit einem kleinen Kreuzgiebel. Die Schenkungsurkunde reservierte ein Zimmer ausschliesslich für die Familie Legler. Erstmals erweitert wurde sie 1949, als die Winterräume, eine neue Küche, zusätzliche Räume und ein Hüttenwartszimmer ergänzt wurden. Ein kubischer Anbau von aschmann ruegge architekten ag, der aus einem Wettbewerb hervorgegangen ist und im Jahr 2007 entstand, erweiterte ihre Kapazität auf 54 Betten. Konstruiert wurde er mit heimischen Baumaterialien, wie Schieferfussböden aus Engi, Faserzement-Wandverkleidungen und Bauholz aus der Region. Ausserdem wurden Energieversorgung und Sanitärentsorgung der Hütte auf den technisch neuesten Stand gebracht:
- Eine Photovoltaikanlage auf dem Dach und das erste Blockheizkraftwerk des SAC, mit Rapsöl beheizt, liefern elektrische Energie und warmes Brauchwasser.
- Durch Fäkalientrocknung wird die geruchlose Nutzung wasserloser Toilettenanlagen möglich.

## Zugänge
- Von der Mettmenalp (1609 m) auf dem Hüttenweg über den Chüeboden, Gehzeit: 2½ Stunden; oder über die Matzlenfurggelen.
- Von Elm (977 m) oder der Bergstation Ämpächli (1485 m) über die Wildmadfurggeli (2292 m), Gehzeit: 4 Stunden.
- Von Betschwanden (597 m), der längste Hüttenzustieg, 5 Stunden (offizielle Angabe des Wegweisers ab Bahnhof Diesbach-Betschwanden).

## Seen
Unterhalb der Leglerhütte liegen die Bergseen Engisee, Chammseeli (beide im Nordwesten) und Milchspüelersee (im Süden). Die Seen sind von der Hütte aus über Bergwanderwege erreichbar.

## Gipfelbesteigungen
- Chli Kärpf 2700 m
- Gross Kärpf 2794 m
- Hanenstock 2540 m
- Chalchstöckli 2500 m
- Bützistock 2340 m

## Klettergarten
Der Unter Kärpf (2435 m) direkt neben der Hütte ist ein Klettergarten mit rund 50 Routen fast aller Schwierigkeitsgrade in der etwa 100 m hohen Wand aus Quarzporphyr.